# Ернцен (Німеччина)
Ернцен (нім. Ernzen) — громада в Німеччині, розташована в землі Рейнланд-Пфальц. Входить до складу району Бітбург-Прюм. Складова частина об'єднання громад Зюдайфель.
Площа — 9,99 км2. Населення становить 398 ос. (станом на 31 грудня 2020).